# نیتا جیرایونگ‌یورن
نیتا جیرایونگ‌یورن (تایلندی: นิษฐา จิรยั่งยืน؛ زادهٔ ۲۱ سپتامبر ۱۹۹۰) با نام مستعار میو (تایلندی: มิว)، بازیگر و مدل تایلندی است که تحت نظر کانال ۳ فعالیت می‌کند. او در کنار پرین سوپارات، زوج سریال محبوب شوهر قانونی من را تشکیل داد. تا حال حاضر، نیتا در چند سریال درام برای کانال ۳ بازی کرده‌است.